# Logopolis
A Logopolis a Doctor Who sorozat 115. része, amit 1981. február 28.-a és március 21.-e között adtak négy epizódban. Itt játssza utoljára Tom Baker a Doktor szerepét, és itt először, a végén játssza Peter Davison. Ebben a részben jelenik meg először Janet Fielding, mint a Doktor új társa, Tegan, és itt csatlakozik a Doktorhoz Nyssa (Sarah Sutton).

## Történet
A Doktor megpróbálja kijavítani a rendőrségi telefonfülke formájában rögzült Tardis kaméleon áramkörét, ehhez egy igazi telefonfülke körül kel materializálódik, hogy ehhez igazíthassa a 27 dimenziós formáját. Ám a dolog majdnem rosszul sül el a Mester ténykedése miatt. Eközben a Doktort rejtélyes fehér alak figyeli a távolból... Az adatokkal a Doktor a Logopolis bolygóra megy, az ottani lakosok egy élő számítógépet alkotnak, és a Doktor az ők segítségét kérik. Véletlenül itt is közbelép a Doktor ádáz ellensége, a Mester, sőt a gonosz ténykedése a világegyetem létét fenyegeti. Ezen bűncselekmények megakadályozása a Doktor életébe kerül...

## Epizódlista
| Epizódok sorszáma | Bemutató napja    | Hossza | Nézők száma (millió) |
| ----------------- | ----------------- | ------ | -------------------- |
| 1.                | 1981. február 28. | 24:32  | 7,1                  |
| 2.                | 1981. március 7.  | 24:03  | 7,7                  |
| 3.                | 1981. március 14. | 24:32  | 5,8                  |
| 4.                | 1981. március 21. | 25:10  | 6,1                  |

## Könyvkiadás
A könyvváltozatát 1982. október 21.-n adta ki a Target könyvkiadó. Írta Christopher H. Bidmead.

## Otthoni kiadás, ismétlések
- A részt 1981 végén megismételte a BBC2, a The Five Faces of Doctor Who (A Doktor Öt Arca) című programsorozatban.
- VHS-n 1992 márciusában adták ki.
- DVD-n 2007 januárjában adták ki, a "The New Beggins" (Új Kezdetek) című dobozban a Keeper of Traken, és a Castrovalva című részekkel együtt.

### Fordítás
- Ez a szócikk részben vagy egészben  a   Logopolis című angol Wikipédia-szócikk fordításán alapul.  Az eredeti cikk szerkesztőit annak laptörténete sorolja fel. Ez a jelzés csupán a megfogalmazás eredetét és a szerzői jogokat jelzi, nem szolgál a cikkben szereplő információk forrásmegjelöléseként.